# 内拉河畔卡斯泰尔圣安杰洛
内拉河畔卡斯泰尔圣安杰洛（義大利語：Castelsantangelo sul Nera），是意大利马切拉塔省的一个市镇。总面积70平方公里，人口317人，人口密度4.5人/平方公里（2009年）。ISTAT代码为043010。